# IC 3047
IC 3047 ist eine Spiralgalaxie vom Hubble-Typ S im Sternbild Jungfrau an der Ekliptik. Sie ist schätzungsweise 358 Millionen Lichtjahre von der Milchstraße entfernt und hat einen Durchmesser von etwa 40.000 Lichtjahren.

Im selben Himmelsareal befinden sich u. a. die Galaxien NGC 4168, NGC 4193, IC 3041, IC 3046.
Das Objekt wurde am 7. Mai 1904 von Royal Harwood Frost entdeckt.